# 一ノ宮村 (石川県石川郡)
一ノ宮村（いちのみやむら）とは、1951年（昭和26年）から1954年（同29年）まで石川県に存在した村である。「一ノ宮」の名は加賀一ノ宮である白山比咩神社にちなむ。

## 概要と歴史
一ノ宮村は以下の5つの集落からなり、1889年の町村制の施行により誕生した河内村に属していた。
中島（なかじま）北陸鉄道金名線の手取中島駅があった。
三宮（さんのみや）三ノ宮とも書く。白山比め神社の三宮（現在は本宮）があったのでこの名がある。
八幡（やわた）獅子吼高原への登山口がある。
石切小原（いしきりおはら）かつては「小原村」と称した。1954年の鶴来町外4村が合併に際し「日吉（ひよし）」と改名した。
白山（しらやま）白山比め神社の後方にあるので「白山宮尻村」と呼ばれ、いつしか「宮尻」をとって呼ばれるようになった。加賀一の宮駅付近の一帯は同神社に仕える人が多く住んでいたため「神主町」とも呼ばれる。

### 分村への経緯
町村制の施行により発足した当初の河内村の区域は直海谷川と手取川の合流点にあり、逆Y字型の3辺に集落が集まっていた。すなわち、「直海谷（のみだに・現在の口直海 - 内尾）」「三箇（さんか・現在の吉岡・江津・福岡）」とのちに一ノ宮村となる「中島以北」の3地区である。この3地区は、産業構造の違いもあって地区意識が強かったが、終戦まではそれなりに仲良く暮らしていた。
しかし終戦後、民主化に伴い教育問題・農協問題などで直海谷・三箇と中島以北がきびしく対立するようになり、ついに1951年、中島以北の分村が村議会の全員一致で可決され、同年4月1日をもって一ノ宮村が発足することとなった。

### 鶴来町へ合併
1953年、町村合併促進法が成立し、これに基づき県が作成した「町村合併基本計画」により、鶴来町、林村、蔵山村及び一ノ宮村の合併が示された。後に舘畑村もこれに合流し、翌54年11月1日に鶴来町として発足する。これにより一ノ宮村はわずか2年7ヶ月の短い歴史を閉じた。